# Lexy Ortega
Lexy Ortega (ur. 8 marca 1960) – kubański szachista, reprezentant Włoch od 2001, arcymistrz od 2001 roku.

## Kariera szachowa
W roku 1978 reprezentował Kubę na rozegranych w Grazu mistrzostwach świata juniorów do lat 20. W 1988 podzielił III m. w mistrzostwach swojego kraju, a w 1989 powtórzył ten wynik (dzieląc III m. wraz z Wiktorem Moskalenko) w memoriale Jose Raula Capablanki w Holguin oraz był trzeci w turnieju w Sagua la Grande. Od pierwszych lat 90. zaczął startować przede wszystkim w otwartych turniejach organizowanych we Włoszech, osiągając sukcesy m.in. w Neapolu (1994, I m.), Bratto (1996, dz. II m.), Weronie (1997, I m.), Rzymie (1997, dz. I m.), Vitinii (1998, I m.), San Marino (1998, dz. II m. wraz z m.in. Aleksandrem Wojtkiewiczem i Romanem Slobodjanem, za Igorem Chenkinem), Cesenatico (1998, dz. II m.), Padwie (1999, dz. I m.), Estensi (2001, I m.), Letojanni (2002, dz. I m. z Arkadijem Rotsteinem), Teramo (2002, dz. II m. za Aleksandrem Delczewem), Taorminie (2003, turniej kołowy, dz. II m. za Michele Godeną, a wraz z m.in. Magnusem Carlsenem i Karenem Movsziszianem), Rzymie (2004, turniej kołowy, I m.), Capoliveri (2006, II m. za Igorem Naumkinem i 2007, dz. II m. wraz z I.Naumkinem, za Miso Cebalo) oraz w Cesenatico (2007, dz. II m. za Igorsem Rausisem, wspólnie z m.in. Feliksem Lewinem, Miłko Popczewem i Spiridonem Skiembrisem). W 2009 r. zdobył w Sarre złoty medal indywidualnych mistrzostw Włoch, w dogrywce o tytuł pokonując Michele Godenę.
Najwyższy ranking w dotychczasowej karierze osiągnął 1 lipca 1999 r., z wynikiem 2499 punktów zajmował wówczas 8. miejsce wśród kubańskich szachistów.